# Johanna Skottheim
Johanna Karin Margareta Skottheim, född 29 maj 1994, är en svensk skidskytt, tävlande för Lima SKG Biathlon. Skottheim har varit etablerad i det svenska landslaget sedan säsongen 2019/2020. Hon tog sin första pallplats i världscupen då hon blev trea i distansloppet i Kontiolax den 28 november 2020.

## Resultat

### Pallplatser i världscupen

#### Individuellt
Skottheim har en individuell pallplats i världscupen: en tredjeplats.
| Säsong  | Datum            | Plats     | Disciplin       | Placering |
| ------- | ---------------- | --------- | --------------- | --------- |
| 2020/21 | 28 november 2020 | Kontiolax | Distans (15 km) | 3:a       |

#### I lag
I lag har Skottheim fem pallplatser i världscupen: två seger, två andraplats och en tredjeplats.
| Säsong  | Datum            | Plats      | Disciplin | Placering | Lagkamrat(er)                     |
| ------- | ---------------- | ---------- | --------- | --------- | --------------------------------- |
| 2020/21 | 5 december 2020  | Kontiolax  | Stafett   | 1:a       | Brorsson / E. Öberg / H. Öberg    |
| 2020/21 | 12 december 2020 | Hochfilzen | Stafett   | 3:a       | Persson / H. Öberg / E. Öberg     |
| 2021/22 | 14 januari 2022  | Ruhpolding | Stafett   | 2:a       | Nilsson / Brorsson / Magnusson    |
| 2024/25 | 26 januari 2025  | Antholz    | Stafett   | 1:a       | Halvarsson / Magnusson / H. Öberg |
| 2024/25 | 16 mars 2025     | Pokljuka   | Singelmix | 2:a       | Nelin                             |

### Ställning i världscupen
| Säsong  | Totalt | Totalt | Distans | Distans | Sprint | Sprint | Jaktstart | Jaktstart | Masstart | Masstart |
| Säsong  | Poäng  | Plac.  | Poäng   | Plac.   | Poäng  | Plac.  | Poäng     | Plac.     | Poäng    | Plac.    |
| ------- | ------ | ------ | ------- | ------- | ------ | ------ | --------- | --------- | -------- | -------- |
| 2017/18 | 0      | –      | –       | –       | 0      | –      | –         | –         | –        | –        |
| 2018/19 | 0      | –      | –       | –       | –      | –      | –         | –         | –        | –        |
| 2019/20 | 115    | 45:e   | 0       | –       | 36     | 53:e   | 79        | 23:e      | –        | –        |
| 2020/21 | 177    | 41:a   | 48      | 19:e    | 64     | 47:e   | 55        | 40:e      | 10       | 47:e     |
| 2021/22 | 9      | 97:a   | –       | –       | 6      | 82:a   | 3         | 81:a      | –        | –        |
| 2022/23 | 40     | 63:a   | 12      | 55:a    | 28     | 56:a   | –         | –         | –        | –        |
| 2023/24 | 119    | 45:a   | 50      | 20:e    | 24     | 61:a   | 24        | 51:a      | 21       | 46:a     |

Nytt poängsystem fr.o.m. säsongen 2022/2023.

### Världsmästerskap
| Tävling       | Distans | Sprint | Jaktstart | Masstart | Stafett | Mixstafett | Singelmixed |
| ------------- | ------- | ------ | --------- | -------- | ------- | ---------- | ----------- |
| Antholz 2020  | 43:e    | –      | –         | –        | –       | –          | –           |
| Pokljuka 2021 | 49:e    | –      | –         | –        | 5:e     | –          | –           |